# Brian Shaw (ballerino)
Brian Shaw, all'anagrafe Brian Earnshaw (Huddersfield, 28 maggio 1928 – 2 aprile 1992) è stato un ballerino britannico.

## Biografia
Brian Shaw nacque a Huddersfield, dove cominciò a studiare danza prima di trasferirsi a Londra e studiare alla Sadler's Wells Ballet School. Nel giugno 1944 Shaw si diplomò e fu promosso a membro del corpo di ballo della compagnia, il futuro Royal Ballet. La mancanza di ballerini uomini – molti dei quali erano impegnati nel servizio attivo durante la seconda guerra mondiale – facilitò l'inizio della carriera di Shaw, che pur avendo solo quindici anni fu rapidamente promosso al rango di solista.
All'età di diciassette anni fu scelto da Frederick Ashton per danzare in Symphonic Variations (1946). Dopo essere stato promosso al rango di primo ballerino, Shaw originò ruoli in balletti di John Cranko e Kenneth MacMillan. Negli anni cinquanta e sessanta Shaw si affermò come uno dei più raffinati ballerini della sua generazione, molto apprezzato per la purezza della sua linea, la sua solida tecnica e le capacità recitative.
Tuttavia, la sua carriera fu bruscamente stroncata nel 1967 durante una rappresentazione de La bella addormentata al Metropolitan: mentre danzava il ruolo dell'uccello azzurro uno strappo al tendine di Achille lo fece rovinare a terra. Pur tornando a danzare, Shaw non riacquisì mai le qualità che lo avevano contraddistinto prima dell'infortunio. Si specializzò quindi in ruoli sia comici che drammatici da caratterista, ottenendo vasti consensi per la sua sorellastra in Cenerentola e la vedova Simone ne La fille mal gardée.
Dopo il ritiro dalle scene divenne maestro di balletto del Royal Ballet nel 1972 e continuò ad insegnare per diversi anni. Oltre ad insegnare alla Royal Opera House e altre compagnie europee e statunitense, Shaw si occupò di ricreare le coreografie di Ashton in teatri di alto profilo in tutto il mondo.
Dichiaratamente omosessuale, Shaw ebbe una lunga relazione con il collega Derek Rencher.